# 京都府旗
京都府旗（日语：／ Kyōto fu ki）是日本的47面都道府县旗之一。该条目是对京都府旗以及京都府章（日语：／）的解说。

## 概要
府章府旗是为了纪念日本国宪法公布三十周年，公开征集设计方案并于1976年11月2日正式制定。孕育古都高雅格调的土地在六叶人型的“京”字中尽显无遗，同时也体现了府民团结一心的力量。

## 脚注
1. ↑  . 京都府. （原始内容存档于2013-10-19） （日语）.
2. ↑  . 京都府. （原始内容存档于2011-06-10） （日语）.